# 小額通貨の整理及び支払金の端数計算に関する法律
小額通貨の整理及び支払金の端数計算に関する法律（しょうがくつうかのせいりおよびしはらいきんのはすうけいさんにかんするほうりつ、昭和28年7月15日法律第60号）は、1953年7月に制定された小額通貨（額面1円未満の通貨と一円黄銅貨）の廃止などに関する日本の法律である。通称小額通貨整理法。
本法の施行により、1954年以降、銭・厘単位（1円未満）の全ての通貨（硬貨・紙幣）ならびに一円黄銅貨の通用が禁止された。江戸時代に鋳造され、法的には通貨として通用していた寛永通宝なども、この法律の施行により効力を失った。

## 概要
この法律は、当時の物価情勢から、1円未満の通貨が取引上ほとんど利用されていないことから制定されたものであり、この法律によって、1953年12月31日を最後に1円未満（銭や厘）の補助貨幣・小額政府紙幣・小額日本銀行券、および1円以下の臨時補助貨幣（一円黄銅貨を含む）の使用が禁止された。
一円黄銅貨は、当時の金属価格が額面に対して不釣り合いに高くなっており、鋳潰しのおそれがあるとされたことから廃止対象に含まれた。このため、1955年に一円アルミニウム貨が発行されるまでの間、最低額面の通貨は日本銀行券の一円紙幣（当時製造中のものは二宮尊徳の肖像のA一円券(A壹圓券)）のみとなった。
廃貨となったこれらの小額通貨の引換え期間は1954年1月4日より同年6月30日までと定められ、引換えに持参した補助貨幣の合計金額に一円未満の端数が生じた場合は五十銭以上一円未満について一円と引き換えることと定められた。債務一般の支払いについても、特約のない場合に関しては同様の端数処理が定められた。
また引換え期限である6月30日以降に引換えられずに未回収残高となった小額紙幣は、小額紙幣発行残高より除去され、その除去された金額を政府の歳入に受け入れるものとされた。
江戸時代に鋳造された寛永通宝や文久永宝は、明治時代以降も法的には通貨として有効であったが、この法律により失効し、この時点で江戸時代に鋳造された貨幣は全て無効となった。
この法律の施行直前で有効であった日本の政府紙幣は、1948年発行の板垣50銭のみであったので、結果的にこの法律により日本の政府紙幣は全て無効となったことになる。
本法第10条では「当分の間」1円未満の通貨を発行しないと定めていたが、1円未満の通貨の発行が再開されることは無かった。しかし本法の制定に際しては、五十銭から五厘までを含む本来の通貨の単位と貨幣量目を規定した貨幣法は廃止されず、臨時通貨法における五十銭の政府紙幣並びに五十銭から一銭までの臨時補助貨幣4貨種についての規定も残された。銭および厘の通貨補助単位は金額計算上の単位として使用され続けている。
小額通貨整理法は、1988年4月1日、通貨の単位及び貨幣の発行等に関する法律（通貨法）の施行によって、貨幣法・臨時通貨法などと共に廃止となった。通貨法において、銭と厘は計算単位としての定義のみが定められ、1円未満の通貨の規定は設けられなくなった。また、小額通貨整理法にあった1円未満の日本銀行券発行禁止規定は無いものの、施行当時より千円未満の日本銀行券は新たに発行されていないため、通貨法における1円未満の有効な法定通貨は存在しない。